# Hjortehuset (film)
|  | Denne artikel er oprettet af botten Steenthbot ud fra en ekstern database. Den kan derfor have sproglige fejl eller mangler. Denne skabelon kan fjernes efter kontrol af indholdet. |

Hjortehuset er en dansk spillefilm fra 2022 instrueret af Kasper Juhl og efter manuskript af Mie Gren og Kasper Juhl.

## Medvirkende
- Frederik Carlsen, Esben
- Marie-Louise Damgaard, Mette
- Mie Gren, Astrid
- Simon Würtz, Lars
- Rasmus Hougaard, Peter
- Kasper Juhl, Julius